# كارلوس ماريو خيمينيز
كارلوس ماريو خيمينيز (بالإسبانية: Carlos Mario Jiménez)‏ هو مهرب مخدرات كولومبي، ولد في 26 فبراير 1966 في Marsella ‏ في كولومبيا.